# Spiere-Helkijn
Spiere-Helkijn (franceză Espierres-Helchin) este o comună neerlandofonă situată în provincia Flandra de Vest, regiunea Flandra din Belgia. Spiere-Helkijn este una dintre comunele belgiene cu facilități lingvistice pentru populația francofonă. La 1 ianuarie 2008 avea o populație totală de 2.050 locuitori.

## Geografie
Comuna actuală Spiere-Helkijn a fost formată în urma unei reorganizări teritoriale în anul 1977, prin înglobarea într-o singură entitate a 2 comune învecinate. Suprafața totală a comunei este de 10,78 km². Comuna este subdivizată în secțiuni, ce corespund aproximativ cu fostele comune de dinainte de 1977. Acestea sunt:
| - I. Spiere - II. Helkijn |

## Localități limitrofe
- Comuna Kortrijk:
  - a. Kooigem
- Comuna Zwevegem:
  - b. Sint-Denijs
- Comuna Avelgem:
  - c. Bossuit
- Comuna Celles:
  - d. Pottes
- Comuna Pecq:
  - e. Hérinnes
  - f. Warcoing
- Comuna Estaimpuis:
  - g. Saint-Léger
- Comuna Mouscron:
  - h. Dottignies